# 古來氏章
古來氏章（阿拉伯語：قُرَيْش）是《古蘭經》的第106章（蘇拉），共4節（阿亞）。章名取自第一節中的「古來氏」一詞。

## 概要
- 1-4節 勸誡古來氏族為商業特權感謝真主。[1]

## 經文與釋義

### 經文與轉寫
- 哈夫斯傳自阿西姆·本·阿比·納朱德

بِسْمِ ٱللَّهِ ٱلرَّحْمَٰنِ ٱلرَّحِيمِ ۝‎

لِإِيلَٰفِ قُرَيْشٍ ۝١‎

¹ 

إِۦلَٰفِهِمْ رِحْلَةَ ٱلشِّتَآءِ وَٱلصَّيْفِ ۝٢‎

² 

فَلْيَعْبُدُوا۟ رَبَّ هَٰذَا ٱلْبَيْتِ ۝٣‎

³ 

ٱلَّذِىٓ أَطْعَمَهُم مِّن جُوعٍ وَءَامَنَهُم مِّنْ خَوْفٍۭ ۝٤‎

⁴ 
 *瓦爾什傳自《麥地那的納菲爾》 بِسۡمِ اِ۬للَّهِ اِ۬لرَّحۡمَٰنِ اِ۬لرَّحِيمِ ۝‎ 
  
 لِإِيلَٰفِ قُرَيۡشٍ ۝١‎ 
 ¹  
 إِۦلَٰفِهِمۡ رِحۡلَةَ اَ۬لشِّتَآءِ وَالصَّيۡفِ ۝٢‎ 
 ²  
 فَلۡيَعۡبُدُوا۟ رَبَّ هَٰذَا اَ۬لۡبَيۡتِ ۝٣‎ 
 ³  
 اِ۬لَّذِےٓ أَطۡعَمَهُم مِّن جُوعٍ ۝٤‎ 
 ⁴  
 وَءَامَنَهُم مِّنۡ خَوۡفٍۭ ۝٥‎ 
 ⁵ 

### 譯文
1
（這是真主的宏恩）為使古來氏族團結，
2
（憑藉真主的恩惠）使他們在冬季和夏季的商旅中平安，
3
故讓他們崇拜這座天房（麥加克爾白）的主，
4
祂曾為他們解除饑荒，使他們免於恐懼。

 1 因古來氏族的慣常安定—— 
 2 他們在冬夏商隊中的慣常安定—— 
 3 讓他們崇拜這座天房的主， 
 4 祂曾賜他們食物免於饑饉，賜他們安寧免於恐懼。 

 1 因（古來氏族享有的）盟約與保障， 
 2 他們的盟約涵蓋冬夏的旅程， 
 3 讓他們崇拜這座天房的主， 
 4 祂賜他們食物免於饑餓，賜他們安全免於危懼。 

 1 因古來氏族的馴化， 
 2 為馴化他們（我使）商隊在冬夏出行。 
 3 故讓他們崇拜這座天房的主， 
 4 祂曾賜他們食物免於饑饉，賜他們安寧免於恐懼。 

## 降示背景
「降示背景」（أسباب النزول）指古蘭經經文啟示的歷史背景。本篇章是早期的「麥加篇章」，即被認為是在麥加而非麥地那降示的。最早研究古蘭經降示背景的學者阿里·本·艾哈邁德·瓦希迪（卒於伊斯蘭曆468年/西元1075年）記載：
哈尼·賓特·阿比·塔利布傳述：先知（願主福安之）說：「真主賜予古來氏族七項特恩，前無古人後無來者：
哈里發之位屬他們中之人，
禁寺守護之責屬他們中之人，
朝覲期間供水之責屬他們中之人，
先知之位屬他們中之人，
他們戰勝象兵（參見象章），
他們曾專一崇拜真主七年，
有一章經文專為他們而降（即古來氏章）。」

## 章旨
本章敦促主宰麥加的古來氏族為自身未來而侍奉曾保護他們的真主。本章與忠誠章同為4節的最短蘇拉之一，並與前章象章形成對照——象章描述真主保護克爾白免遭毀滅，而古來氏章則稱真主為天房之主，同時勸誡古來氏族崇拜真主以護佑其商旅安全。

## 外部連結
- 古蘭經第106章 清晰古蘭經譯本